# هوفگایزمار
شهر هوفگایزماردر ایالت هسن در کشور آلمان واقع شده‌است.

## نگارخانه

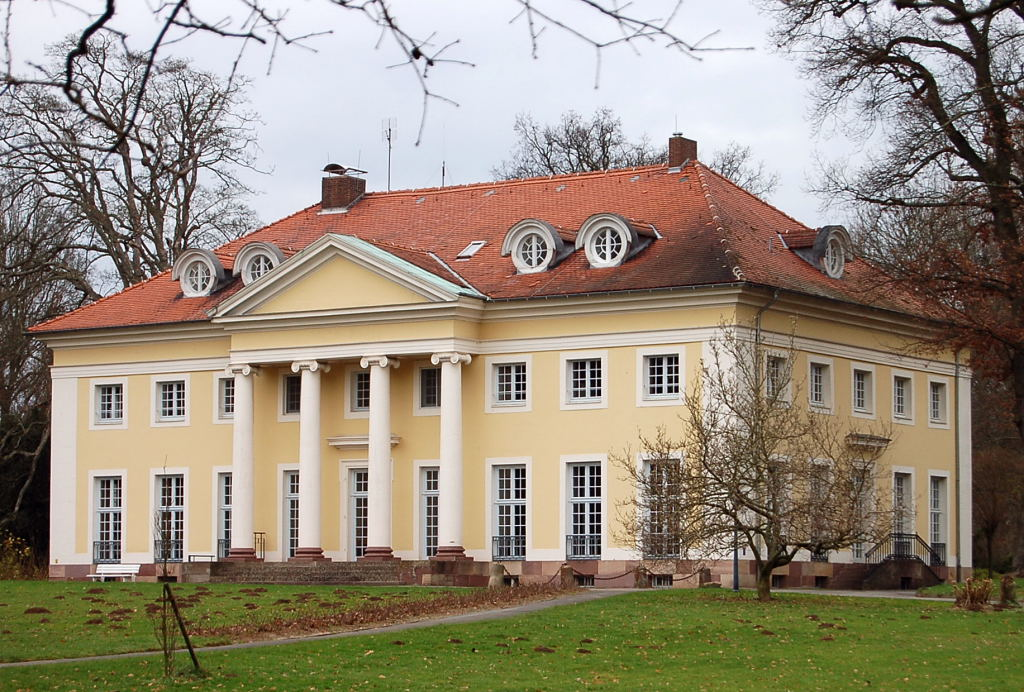
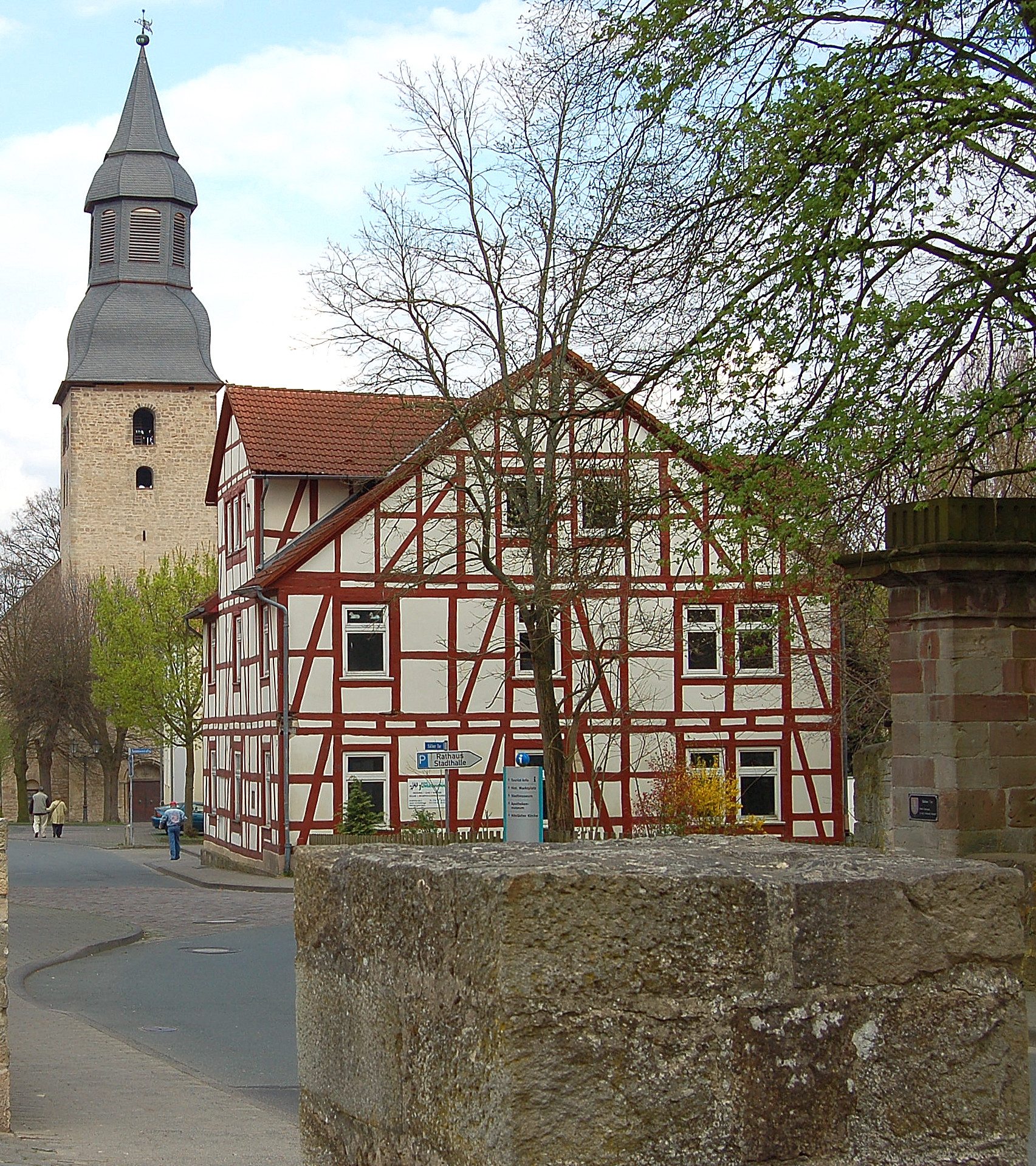